# Hawise de Chester, I condesa de Lincoln
Hawise de Cheste, I condesa de Lincoln suo iure (1180–6 de junio de 1241 / 3 de mayo de 1243), fue una noble y una rica heredera anglonormanda. Su padre fue Hugh de Kevelioc, V conde de Chester, y fue la hermana y coheredera de Ranulf de Blondeville, VI conde de Chester. En 1232, se le nombró I condesa de Lincoln suo iure. Fue la esposa de Robert de Quincy, del que tuvo una hija, Margarita, que se convirtió en heredera de su título y sus propiedades. También se la conocía con el nombre de Hawise de Kevelioc.

## Familia
Hawise nació en 1180 en Chester (Cheshire, Inglaterra), siendo la última de los hijos de Hugh de Kevelioc, V conde de Chester, y Bertrade de Montfort de Évreux, una prima del rey Enrique II de Inglaterra. Hawise tuvo cinco hermanas, además de un hermano: Maud de Chester, condesa de Huntingdon; Mabel de Chester, condesa de Arundel; Agnes de Chester, condesa de Derby; Beatrice de Kevelioc; y Ranulf de Blondeville, VI conde de Chester. También tuvo una hermanastra ilegítima, Amice de Chester, que contrajo nupcias con Ralph de Mainwaring, juez de Chester, del que tuvo hijos.
Sus abuelos paternos fueron Ranulf de Gernon, IV conde de Chester, y Maud de Gloucester, la nieta del rey Enrique I de Inglaterra; y sus abuelos maternos fueron Simón III de Montfort y Mahaut.
En 1181, cuando Hawise tenía un año, falleció su padre. Éste había prestado sus servicios en las campañas irlandesas de Enrique II después de que se le devolvieran sus propiedades en 1177. El rey se las había confiscado por haber participado en la revuelta de los barones de 1173–1174. Ranulf, el único hermano varón de Hawise, relevó a su padre como VI conde de Chester.
Hawise heredó el castillo y el señorío de Bolingbroke, así como otras grandes propiedades de parte de su hermano de las que fue coheredera tras morir éste el 26 de octubre de 1232. Hawise ya se había convertido en la I condesa de Lincoln en abril de 1231, cuando su hermano Ranulf de Blondeville, I conde de Lincoln, renunció al título en su favor. Le otorgó el condado por medio de un acta oficial sellada por él, que fue ratificada por el rey Enrique III. El 27 de octubre de 1232, el día siguiente de la muerte de su hermano, el rey Enrique III la invistió solemnemente como I condesa de Lincoln suo iure.
Menos de un mes más tarde, de la misma manera que su hermano Ranulf, y tras recibir el beneplácito de la corona, Hawise realizó una donación inter vivos del condado de Lincoln a su hija Margaret de Quincy, que se convirtió en la II condesa de Lincoln suo iure, y a su yerno, John de Lacy, barón de Pontefract, que se convirtió en el II conde de Lincoln por derecho de su esposa. (En muchas referencias se le denomina erróneamente I conde de Lincoln a John de Lacy.) El rey Enrique III los invistió oficialmente como condesa y conde de Lincoln el 23 de noviembre de 1232.

## Matrimonio y descendencia
Antes de 1206, contrajo nupcias con Robert de Quincy, hijo de Saer de Quincy, I conde de Winchester, y de su esposa Margaret de Beaumont de Leicester. De este matrimonio nació una hija:
- Margaret de Quincy, II condesa de Lincoln suo iure (h. 1206–marzo de 1266). Su primer marido fue John de Lacy, II conde de Lincoln, con el que se casó en 1221 y del que tuvo dos hijos: Edmund de Lacy, barón de Pontefract, y Maud de Lacy. Su segundo matrimonio fue con Walter Marshal, V conde de Pembroke, con el que se casó el 6 de enero de 1242.

Robert, el esposo de Hawise, murió en Londres en 1217, tras haber sido envenenado sin querer con una medicina preparada por un monje cisterciense. Robert y su padre habían recibido la excomunión en diciembre de 1215 debido a que este último había sido uno de los 25 garantes de la Carta Magna seis meses atrás. Hawise murió entre el 6 de junio de 1241 y el 3 de mayo de 1243. Tenía poco más de 60 años de edad.
Hawise se casó una segunda vez con sir Warren de Bostoke, con el que tuvo un hijo, sir Henry de Bostoke.